# Кубок Чехії з футболу 2021—2022
Кубок Чехії з футболу 2021–2022 — 29-й розіграш кубкового футбольного турніру в Чехії. Титул вперше здобув Словацко.

## Календар
| Раунд        | Дата                        | Матчі | Клуби     |
| ------------ | --------------------------- | ----- | --------- |
| Перший раунд | 23-31 липня 2021            | 23    | 125 → 102 |
| Другий раунд | 10-18 серпня 2021           | 43    | 102 → 59  |
| 1/32 фіналу  | 24 серпня - 14 вересня 2021 | 27    | 59 → 32   |
| 1/16 фіналу  | 21 вересня - 7 жовтня 2021  | 16    | 32 → 16   |
| 1/8 фіналу   | 26 жовтня - 15 грудня 2021  | 8     | 16 → 8    |
| 1/4 фіналу   | 9-16 лютого 2022            | 4     | 8 → 4     |
| 1/2 фіналу   | 2-22 березня 2022           | 2     | 4 → 2     |
| Фінал        | 18 травня 2022              | 1     | 2 → 1     |

## 1/16 фіналу
| Команда 1                | Рахунок | Команда 2                  |
| ------------------------ | ------- | -------------------------- |
| 21 вересня 2021          |         |                            |
| Сельє і Белло Влашим (2) | 1:2     | Сігма (Оломоуць)           |
| Височина (Їглава) (2)    | 2:0     | Пардубиці                  |
| Вікторія (Пльзень)       | 2:1     | Пржибрам (2)               |
| Опава (2)                | 2:4     | Млада Болеслав             |
| 22 вересня 2021          |         |                            |
| Запи (3)                 | 0:4     | Градець-Кралове            |
| Тржинець (2)             | 0:1     | Тепліце                    |
| Простейов (2)            | 0:4     | Богеміанс 1905             |
| Карвіна                  | 1:0     | Хрудім                     |
| Слован (Вельвари) (3)    | 2:4     | Славія (Прага)             |
| Збузани (3)              | 1:2     | Словацко                   |
| Пржеперже (3)            | 0:1     | Яблонець                   |
| Локо (Влтавін) (3)       | 2:5 дч  | Банік (Острава)            |
| Лишень (2)               | 0:3     | Спарта (Прага)             |
| 6 жовтня 2021            |         |                            |
| Дукла (2)                | 1:3     | Динамо (Чеські Будейовиці) |
| Варнсдорф (2)            | 4:2 дч  | Збройовка (2)              |
| 7 жовтня 2021            |         |                            |
| Вишков (2)               | 1:2 дч  | Фастав (Злін)              |

## 1/8 фіналу
| Команда 1                  | Рахунок      | Команда 2             |
| -------------------------- | ------------ | --------------------- |
| 26 жовтня 2021             |              |                       |
| Богеміанс 1905             | 1:0          | Височина (Їглава) (2) |
| 27 жовтня 2021             |              |                       |
| Млада Болеслав             | 2:0          | Вікторія (Пльзень)    |
| Банік (Острава)            | 1:2          | Градець-Кралове       |
| Тепліце                    | 0:2          | Спарта (Прага)        |
| 11 листопада 2021          |              |                       |
| Яблонець                   | 4:0          | Варнсдорф (2)         |
| 12 листопада 2021          |              |                       |
| Словацко                   | 3:1 дч       | Карвіна               |
| 23 листопада 2021          |              |                       |
| Динамо (Чеські Будейовиці) | 1:1 пен. 4:5 | Сігма (Оломоуць)      |
| 15 грудня 2021             |              |                       |
| Славія (Прага)             | 3:1          | Фастав (Злін)         |

## 1/4 фіналу
| Команда 1        | Рахунок      | Команда 2      |
| ---------------- | ------------ | -------------- |
| 9 лютого 2022    |              |                |
| Сігма (Оломоуць) | 0:0 пен. 2:4 | Словацко       |
| Славія (Прага)   | 0:2          | Спарта (Прага) |
| 15 лютого 2022   |              |                |
| Градець-Кралове  | 2:1 дч       | Богеміанс 1905 |
| 16 лютого 2022   |              |                |
| Яблонець         | 4:0          | Млада Болеслав |

## 1/2 фіналу
| Команда 1       | Рахунок | Команда 2 |
| --------------- | ------- | --------- |
| 2 березня 2022  |         |           |
| Спарта (Прага)  | 4:3 дч  | Яблонець  |
| 25 березня 2022 |         |           |
| Градець-Кралове | 0:1     | Словацко  |

## Фінал
| 18 травня 2022 18:00 (17:00 CEST) |

| Словацко                                | 3:1      | Спарта (Прага) |
| --------------------------------------- | -------- | -------------- |
| - Юречка 11' (пен.) - Рейнберк 33', 43' | Протокол | - Ганцко 42'   |

| Мирослав Валента, Угерске Градіште Глядачів: 7 991 Арбітр: Ладислав Сіксаї |